# 王宏江
王宏江（1965年9月-），天津人，1983年7月参加工作，1984年12月加入中共，毕业于河海大学水资源环境学院水文学及水资源专业，在职工学博士，高级工程师。
1997年任天津市水利局副局长。2003年，任天津市水利局局长。2008年3月，任中共宝坻区委书记。2012年6月，任天津市政府秘书长，宝坻区委书记。2013年1月，任天津市副市长，市政府秘书长，宝坻区委书记。2015年12月，任中共天津市委常委、统战部部长，2017年5月不再担任。
2017年7月10日，中纪委网站发布消息，王宏江因严重违纪受到留党察看一年、行政撤职处分，降为正厅级非领导职务。